# Cantón de Neuchâtel
El cantón de Neuchâtel, también llamado república y cantón de Neuchâtel (NE, en francés:  République et canton de Neuchâtel; arpitano: Nôchatel; en alemán: Neuenburg) es un cantón de la Romandía, la región occidental de habla francesa de Suiza. Su capital es la ciudad de Neuchâtel.

## Historia
El nombre de Neuchâtel viene del latín: Novum Castellum (Nuevo Castillo, en castellano). La región ha sido habitada desde muy temprana época según los hallazgos realizados. Cabe decir, por ejemplo, que entre 3.800 y 3500 a. C. las tierras de Neuchâtel dieron origen a la civilización de Cortaillod, en la cual los hombres comenzaron a construir pueblos, cultivar cereales y hacer cerámica. Los excepcionales descubrimientos arqueológicos hechos en el momento de la corrección de las aguas del Jura (1874-1881) sobre el sitio de la Tène (comuna de La Tène) dieron a la segunda edad de Hierro el nombre de la civilización de la Tène (-500...-50 a. C.). Testigo de lo que debió ser un importante peaje de la ruta entre el Ródano y el Rin.
Hasta el año 1000, hay poco material sobre la región. Se sabe que en 998 los monjes de Cluny fundaron la capilla de Bevaix, y por estos años se fundó también la ciudad de Neuchâtel. El nombre de Neuchâtel se menciona por primera vez en 1011 en un acta de donación de Rodolfo III de Borgoña a su mujer Hermengarda. El territorio cantonal estuvo bajo el dominio de borgoñones, comburgeses, los cantones alemánicos, además del Sacro Imperio Romano Germánico. 
En 1531, Guillaume Farel extendió la reforma protestante en el cantón, separándose de la diócesis de Nantes. Es así que Neuchâtel ve aumentar su población. De otra parte, la parte septentrional del cantón se empezó a poblar rápidamente. Los reyes de la época —los Orléans-Longueville— y especialmente Enrique II prestaron mucha atención a la región. Luego de la muerte en 1707 de María de Nemours, los habitantes de Neuchâtel escogieron como soberano al rey de Prusia.
Durante el siguiente siglo, el cantón se desarrolló económicamente mediante la industria de relojes y la creación de varias manufacturas textiles. La sociedad tipográfica de Neuchâtel imprimía los libros que estaban prohibidos en Francia. El principado de Neuchâtel se adhirió a la Confederación Suiza en 1815. El 1 de marzo de 1848, el cantón se integró plenamente a la Suiza moderna y rompió sus contactos con la monarquía prusiana. Ese día el cantón volvió a ser una república. Este período de transición, conocido como Asunto de Neuchâtel, se recuerda por la gran tensión que se vivió entre el gobierno suizo y el rey prusiano Federico Guillermo, que quería recuperar su principado.

## Geografía
El cantón de Neuchâtel se encuentra en la región de Suiza occidental. Al noreste limita con el cantón de Berna y el cantón del Jura, al norte y noroeste con Francia. El lago de Neuchâtel se halla en la parte sureste del cantón. Limita con el cantón de Vaud por el sur y sureste y al este con el cantón de Friburgo. Una parte de este último se encuentra enclavada en el cantón de Vaud al sursureste del lago de Neuchâtel, siendo limítrofe con este y, al mismo tiempo, con el cantón que le da el nombre. A su vez, el cantón de Vaud también tiene una parte enclavada en el cantón de Friburgo, que linda por el norte con el cantón de Berna, al oeste con el lago y cantón de Neuchâtel y por el este y sur con el cantón de Friburgo.
El territorio de Neuchâtel está dividido en cuatro regiones: la alta (el macizo del Jura), la baja (el Plateau o meseta en el litoral), y dos regiones intermedias de valle: Val-de-Ruz y Val-de-Travers. La alta está ubicada a aproximadamente 1000 m de altura, donde las dos ciudades relojeras de Le Locle y La Chaux-de-Fonds cotean la frontera francesa. La baja se extiende sobre una gran parte del litoral del lago de Neuchâtel hasta el lago de Biel/Bienne. El túnel bajo la Vista de los Alpes une las poblaciones de La Chaux-de-Fonds (alto del cantón) y Neuchâtel (bajo del cantón y capital) desde 1995, pasando por el corazón del macizo del Jura. El punto más alto del cantón es el Chasseral, que se encuentra a 1552 m.

## Economía
El cantón es reputado por sus vinos producidos alrededor del lago de Neuchâtel. En los valles predomina la cría de ganado y la producción de quesos, pero el cantón de Neuchâtel es afamado sobre todo por la cría de caballos. Es importante en el cantón la industria relojera, así como la fabricación de microchips. Neuchâtel es además conocido por ser el lugar de origen de la absenta, licor que fue prohibido en Suiza y Francia a principios del siglo XX. También es el lugar de origen de la industria de chocolate Suchard, quien inventó el chocolate Milka ahora producido en Alemania.

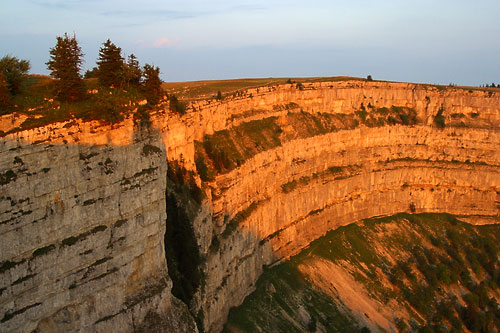
Creux du Van.

### Turismo
El cantón de Neuchâtel cuenta con varios atractivos turísticos. El más famoso es probablemente El sitio La Chaux-de-Fonds/Le Locle - Urbanismo de la industria relojera, inscrito como bien cultural en la lista del Patrimonio de la Humanidad de la Unesco en 2009. Además, cuenta también con algunos de los sitios palafíticos incluidos en los Sitios palafíticos prehistóricos de los Alpes igualmente inscritos en la lista en 2011. Sin embargo el turismo se extiende también en gran parte por el lago de Neuchâtel y en parte en el lago de Biel/Bienne, así como por los viñedos contiguos a estos dos lagos. Otro atractivo turístico importante es el Val-de-Travers, asociado al misterio de las hadas verdes de la absenta. Por su parte el Creux du Van es uno de los destinos naturales más importantes del mismo valle.

## Demografía
La población es casi completamente francófona. En el cantón de Neuchâtel, en 2018, cerca de dos tercios de la población (70%) es protestante y el otro tercio es católica (30%).

## Regiones

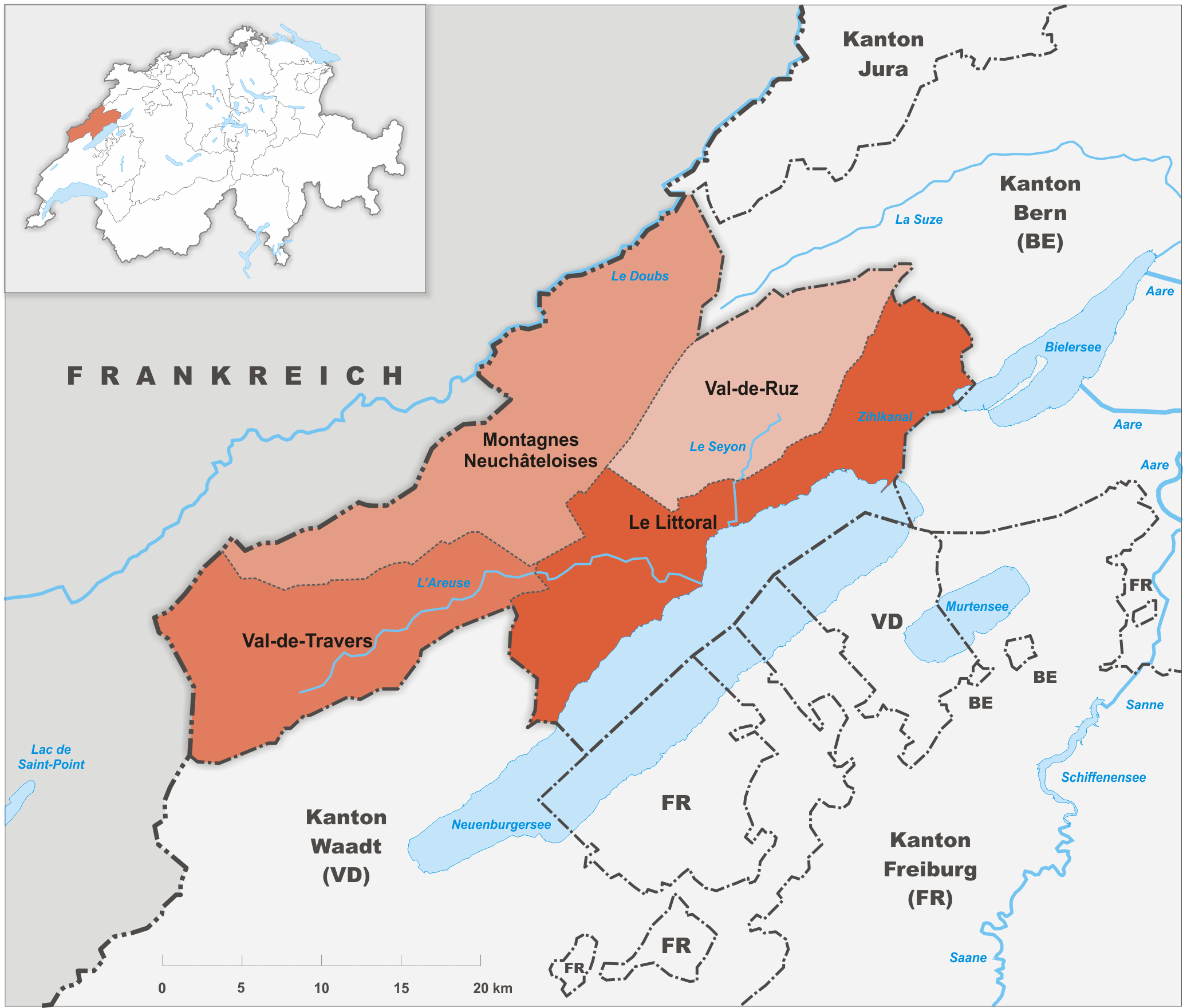
Regiones del cantón de Neuchâtel.

El cantón estaba dividido históricamente en seis distritos que formaban las cuatro regiones del cantón: el distrito de Neuchâtel y el distrito de Boudry que juntos forman la región Litoral, el distrito de Val-de-Ruz y el distrito de Val-de-Travers, cada uno forma una región distinta que lleva el nombre del antiguo distrito (Val-de-Ruz y val-de-Travers). El distrito de La Chaux-de-Fonds y el distrito de Le Locle forman juntos la región de Montañas. Los distritos fueron abolidos el 1 de enero de 2018. En cuanto a las regiones, estas no tienen ningún rol administrativo y solo cumplen una función estadística.
La antigua subdivisión del cantón en distritos, con su capital y la región :
- Distrito de Neuchâtel, capital Neuchâtel, Región Litoral
- Distrito de Boudry, capital Boudry, Región Litoral
- Distrito de Val-de-Ruz, capital Cernier, Región Val-de-Ruz
- Distrito de Val-de-Travers, capital Val-de-Travers, Región Val-de-Travers
- Distrito de La Chaux-de-Fonds, capital La Chaux-de-Fonds, Región Montañas
- Distrito de Le Locle, capital Le Locle, Región Montañas

## Comunas
El cantón cuenta con 31 comunas de las cuales 5 comunas son consideradas ciudades:
- La Chaux-de-Fonds: 38965 habitantes (2016)
- Neuchâtel: 33772 habitantes (2016)
- Val-de-Ruz: 16832 habitantes (2016)
- Val-de-Travers: 10950 habitantes (2016)
- Le Locle: 10433 habitantes (2016)